# SM-62 (ミサイル)

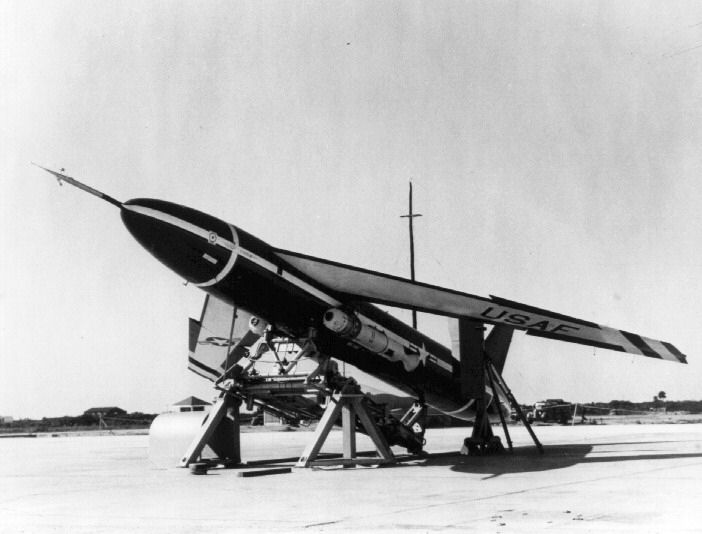
SM-62 スナーク

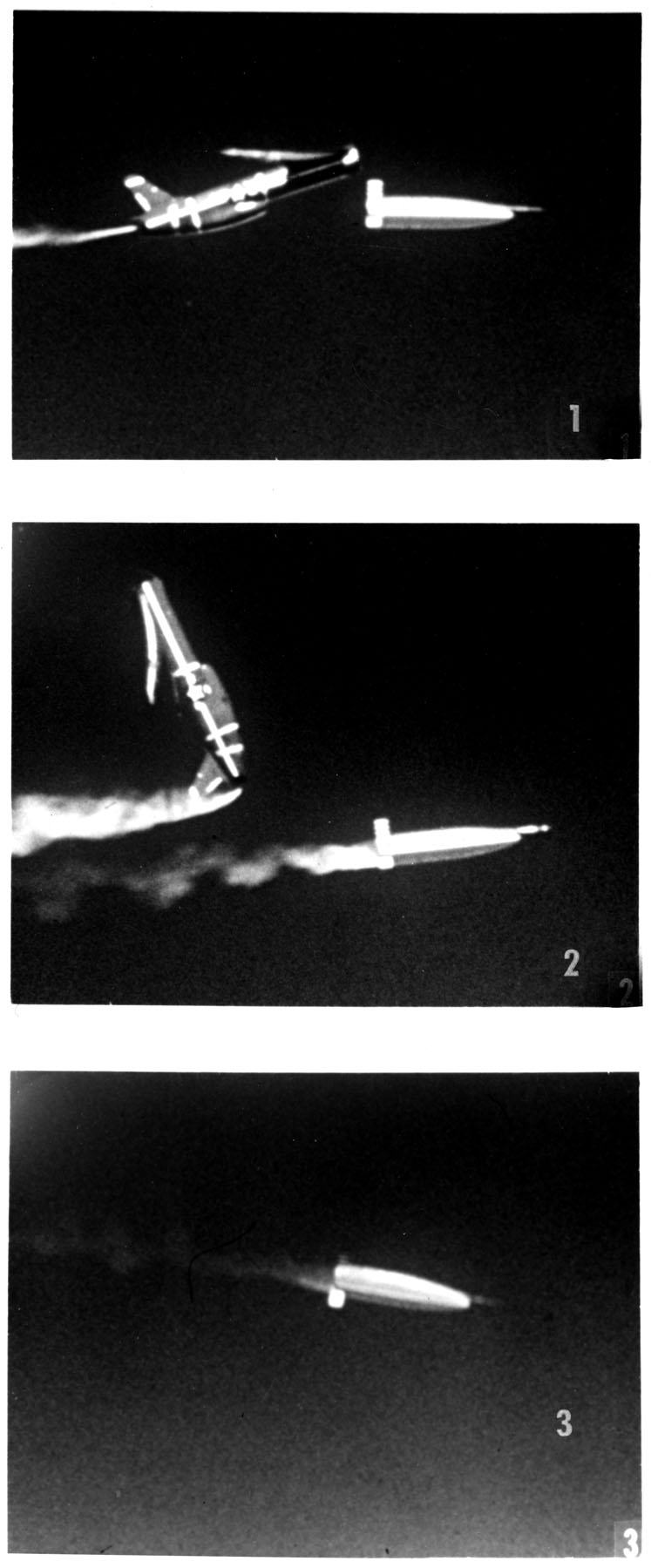
着弾シークエンス。主翼を含む胴体部より先端弾道部が切り離され、着弾する。

SM-62（愛称スナーク）はアメリカ空軍が運用していた大陸間巡航ミサイルである。
スナークとはルイス・キャロルの詩、『スナーク狩り』(原題：The Hunting of the Snark (An Agony in 8 Fits) )に登場する架空の生物の名である(開発計画において並行検討された“ブージャム”(Boojum)の名も、ルイス・キャロルの詩に由来する)。

## 概要
SM-62は、超長射程の巡航ミサイルとして第二次世界大戦終結後の1946年より開発が開始された。これはMX775計画と呼称され、ノースロップ社により開発が開始された。亜音速のMX775Aスナークと超音速のMX775Bブージャムの2種が検討されている。スナークの方に開発の重点が置かれ、1953年には初飛行に漕ぎ着けることができた。
冷戦の激化により、ソビエト連邦攻撃手段の獲得が焦点となるとSM-62も大陸間弾道ミサイル実用化までの長距離攻撃手段として実用化されることとなり、1957年には戦略航空軍団への部隊引渡しが開始された。類別記号には1955年に有人爆撃機と同じくB-62が与えられたが、後にSM-62に変更された。
実戦部隊においては戦略ミサイル航空団が編制され、1958年より実運用が開始されている。大陸間弾道ミサイルの実用化と共に退役が進められ、1961年には退役した。
形状は鉛筆状の胴体に後退翼の主翼を高翼配置にしたものであり、垂直尾翼を有するが水平尾翼はない。地上の移動式発射台から胴体後部の2基のロケットブースターも用いて、ゼロ距離発進される。機関はP&W J57ターボジェットエンジン1基である。主翼下に増槽も搭載し、最大射程は約10,180kmとアメリカ合衆国本土からソ連を直接攻撃できるものである。弾頭部は着弾直前に胴体より切り離され、落下する。残りの機体部は着陸装置を有しないこともあり、放棄される。
誘導は慣性航法装置と天測航法を用いていたが精度は低く、1958年の段階でも4海里（7.4km）の半数必中界となっていた。

## 要目
- 全長：20.47m
- 全幅：12.88m
- 全備重量：27.2t（ロケットブースター2基含む）
- 機関：P&W J57ターボジェットエンジン（推力46.7KN）2基、固体ロケットブースター（推力580kN）2基
- 最大速度：1,050km/h
- 最大射程：10,180km
- 弾頭：W39核弾頭1基